# Гаврилюк, Михаил Александрович
Михаил Александрович Гаврилюк (укр. Михайло Олександрович Гаврилюк; 2 января 1932, с. Заболотье Люблинского воеводства, Польша — 6 августа 2006, г. Львов) — украинский ученый, специалист в области информационно-измерительной техники, ректор Львовской политехники в 1971—1991 гг годах.

## Биография
Родился 2 января 1932 года в селе Заболотье Люблинского воеводства (Польша) в семье писателя Александра Акимовича Гаврилюка, который погиб 22 июня 1941 г. с большой группой львовян во время бомбардировки Львова немецкой авиацией.
В 1939 году М. Гаврилюк начал обучение в Львовской средней школе, которое прервала Великая Отечественная война. Завершил обучение в г. Махачкале (куда был эвакуирован с родственниками).
В 1949 г. поступил в Северо-Кавказский горно-металлургический институт на специальность «Электрооборудование». В 1950 г. перевелся на второй курс электротехнического факультета Львовского политехнического института, который окончил с отличием и получил квалификацию инженера-электрика по специальности «Автоматика и измерительные устройства» в 1954 году. Был оставлен для работы ассистентом кафедры автоматики и телемеханики.
В 1955 г. поступил в аспирантуру. С 1955 — аспирант, а с 1963 — старший преподаватель кафедры автоматики и телемеханики.
В 1964 году, после успешной защиты кандидатской диссертации на тему «Автоматическое уравновешивание мостов переменного тока», стал кандидатом технических наук. В 1965 г. избран на должность доцента. В июне 1966 года получил ученое звание доцента.
В декабре 1964—1967 годах работал заведующим отделом науки и учебных заведений Львовского обкома КП Украины; с 1969 — проректор Львовского политехнического института. В 1971 г., приняв эстафету от своего предшественника и наставника — профессора Григория Денисенко, назначен ректором Львовского политехнического института.
В течение 1976—1981 годов — был руководителем кафедры автоматики и телемеханики, в 1976 г. ему присвоено звание профессора. В научном наследии Н. Гаврилюка — около 70 публикаций (статьи) и 3 монографии. Ему принадлежит более 50 изобретений.
Умер 6 августа 2006 года во Львове. Похоронен на Лычаковском кладбище.

## Научная деятельность
Основным направлением научных интересов профессора М.  А.  Гаврилюка была автоматизация процессов измерения комплексных параметров пассивных электрических цепей. Он плодотворно работал и в области анализа методов и систем автоматического уравновешивания аналоговых мостов переменного тока, изучал вопросы их математического моделирования, участвовал в разработке новых алгоритмов дискретного уравновешивания и эффективных методов формирования сигналов управления, а также расширение диапазона измеряемых параметров и создание на этой основе цифровых измерителей комплексных сопротивлений и тому подобное. Профессор выполнял фундаментальные исследования, связанные с созданием измерителей иммитансов и на фиксированной частоте и диапазоне частот на основе прямого преобразования в напряжение, а также измерительных преобразователей. Их практические результаты стали основой для разработки и внедрения в серийное производство многих приборов, в частности, портативного измерителя CLR-4320, малогабаритного цифрового измерителя CLR-E7-13, универсального вставного преобразователя для мультиметра Щ-48000.

## Вклад в развитие Львовской политехники
За время директорства Гаврилюка Львовская политехника стала стремительно развиваться. Она превратилась в ведущее учебно-научное учреждение страны. При его активном участии и непосредственном руководстве развернулась масштабная хоздоговорная деятельность, связанная с оборонными заказами и космической отраслью, что стало существенным дополнительным источником для финансирования потребностей института.

## Награды
За плодотворную строительную деятельность удостоен престижной премии Совета Министров СССР (1978). Награждён также орденами «Знак Почета» (1967), Трудового Красного Знамени (1976), Октябрьской революции (20.08.1986), Почетной грамотой Президиума Верховного Совета УССР (1981). В 2005 г. ученому присуждено почетное звание Заслуженного работника образования Украины.